# Cornelis Hoving
Cornelis Hoving (Groningen, 23 september 1893 - Westerbork, 12 oktober 1944) was een verzetsleider van het Nederlandse verzet tijdens de Tweede Wereldoorlog.

## Levensloop
Hoving was gymnastiekleraar aan de Christelijke HBS te Stadskanaal. Hij was lid van de Anti-Revolutionaire Partij (ARP) en nam deel aan het verzet vanuit zijn gereformeerde geloofsovertuiging. Hij was leider van KP-Onstwedde. Zijn verzetsnamen waren Ome Kees en Eefting. Hij zorgde voor persoonsbewijzen en voor wapens voor het verzet. Hij verborg een Joods meisje. Zijn vrouw werkte ook mee. Zijn groep was ook verantwoordelijk voor de verspreiding van het illegale blad Trouw. De theologisch student Roelf te Velde uit Stadskanaal was de secretaris van de verzetsgroep.
Hoving werd op zijn verjaardag op 23 september 1944 door de SD gearresteerd in de woning van P.H. Dijksterhuis aan de Westersingel in Groningen. Hij zat gevangen in het Scholtenhuis waar hij zwaar werd verhoord. Op 12 oktober 1944 werd Cornelis Hoving door de bezetters gefusilleerd te Westerbork.
Op 2 november 1945 werd hij herbegraven op het Groninger Esserveld.
In Stadskanaal werd een straat naar hem genoemd: de Cornelis Hovinglaan.

## Externe bron
- Coen Hilbrink,Knokploegen, Religie en gewapend verzet 1943-1944, Boom Amsterdam, 2015. ISBN 9789089534705